# وضره (یمن)
 وضره  به عربی ( الوَضرَة ) روستای بزرگی از توابع استان حَجّه در کشور یمن و در شبه جزیره عربستان واقع می‌باشد.

## جمعیت
دارای ۵۰ خانوار و ۲۶۰ نفر جمعیت دارد. آب وهوای روستا معتدل ودارای خاکی حاصلخیز می‌باشد.